# Гарідвар
Гарідвар (англ. Haridwar, гінді हरिद्वार) — священне місто та адміністративний центр округу Гарідвар, розташоване на рівнинній частині індійського штату Уттаракханд.
На гінді, назва «Гарідвар» походить від слів hari — «бог» та dwar — «брама», тобто означає «брама бога». Саме тут річка Ганг вперше після 253 км течії від свого джерела — льодовика Ґанґотрі — виходить на Індо-Гангську рівнину, через що місто отримало свою колишню назву — Ґанґавара (Gangadwára, गंगाद्वार) — «брама Ганга».
За індуїстським міфом, описаним у пуранах та відомим як Самудра-мантхан, Гарідвар є одним з місць, де краплі еліксиру безсмертя, амріти, пролилися з кувшину, що ніс небесний птах Ґаруда. Ці чотири місця — Удджайн, Гарідвар, Нашік і Аллахабад — стали місцями проведення фестивалю Кумбха-Мела, що проводиться там почергово кожні три роки, тобто один раз на 12 років у кожному місці. На свято сходяться мільйони паломників і туристів зі всього світу. Зокрема вони виконують ритуальне омовіння у водах Гангу. Ділянкою, де еліксир впав на землю, вважається ґхат Хар-кі-Паурі (дослівно «сліди бога»), найсвятіше місце у місті. Протягом фестивалів саме тут намагаються здійснювати омовіння. Вважається, що цей обряд змиває гріхи та допомагає досягти мокші.
Гарідвар став адміністративним центром округу Гарідвар 28 грудня 1988 в складі регіону Сахаранпур штату Уттар-Прадеш. 9 листопада 2000 року він перейшов до новоствореного штату Уттаракханд. Зараз це не тільки релігійно важливе місто, але й значний промисловий центр.

## Історія

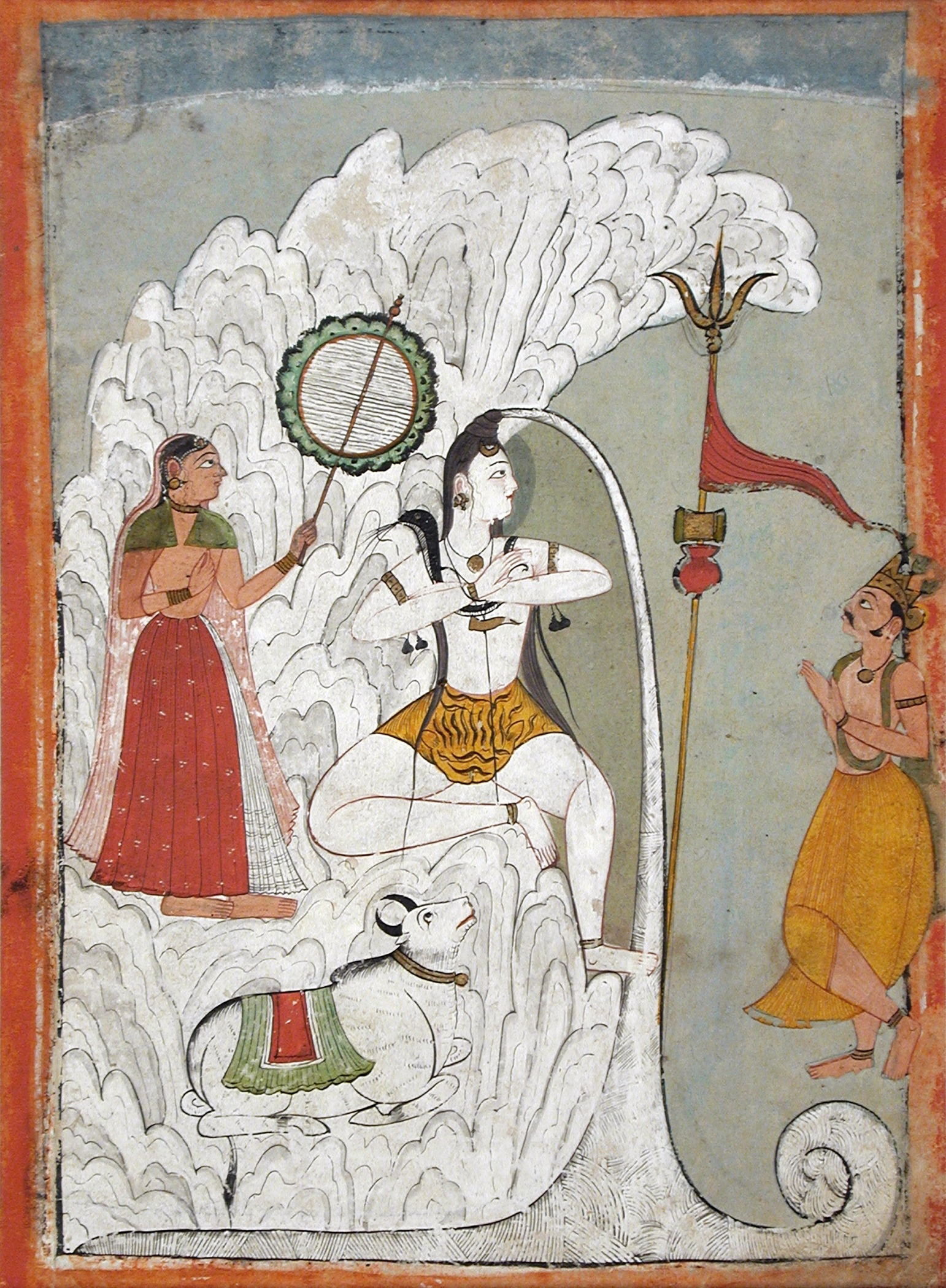
Шива тримає Ганг в руках, за ним спостерігають Парваті, Бхаґіратха і Нанді. Малюнок близько 1740 року.

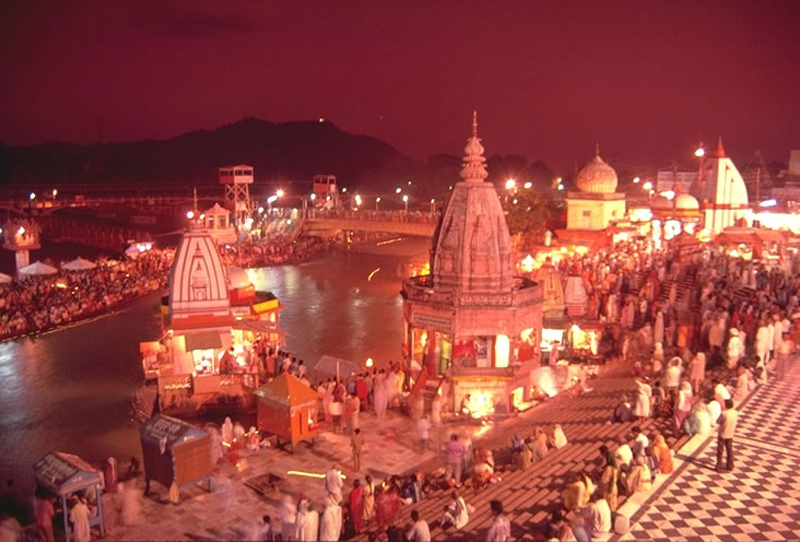
Вечірня молитва на Гарі-кі-паїрі, відомом «слідом Вішну» на кам'яній стіні

Зараз населення міста являє собою калейдоскоп різних культур Індії. В старих текстах місто згадується як Капілстхан, Ґанґадвар і Маяпурі. Через місто пролягає шлях паломників до шайвістських святинь Панч-Кедар та до святинь як шайвізму, тай і вайшнавізму Чота-Чаар-Дхам, через це прихильники шайвізму та вайшнавізму називають місто або «Гарідвар», або «Гарвар», відповідно, оскільки «Гар» є синонімом Шиви, а «Гарі» — Вішну.
Місто згадується у розділі «Вана Парва» (книга лісу) Магабгарати, коли мудрець Дгаума розповідає Юдхіштхірі про місця паломництва Індії, цей текст також згадує, що тут молився Аґастья-Ріші та його дружина Лопамудра, принцеса Відарбхи.
Також легенди згадують, що тут мав свою обитель-ашрам мудрець Капіла, що надало місту його колишню назву — Капілстхан або Капіластан. З містом пов'язана і легенда про Бгаґіратху, одного із потомків короля Саґара, також предка Рами, який приніс річку Ганг з небес униз з метою спасіння 60 тисяч своїх загиблих родичів від прокляття Капіли. Ця традиція підтримується тисячами паломників-індусів, які приносять попіл своїх померлих родичів для омовіння у водах Гангу та спасіння.
За іншою легендою на стіні Гар-Кі-Паурі залишив свій слід бог Вішну, якого священний Ганг торкається увесь час.

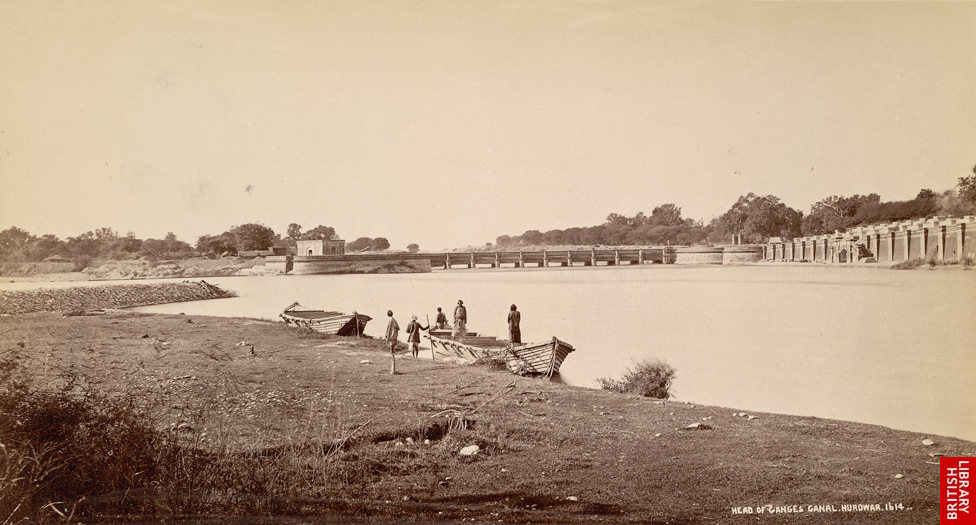
Початок Гангського каналу, 1894—1898.

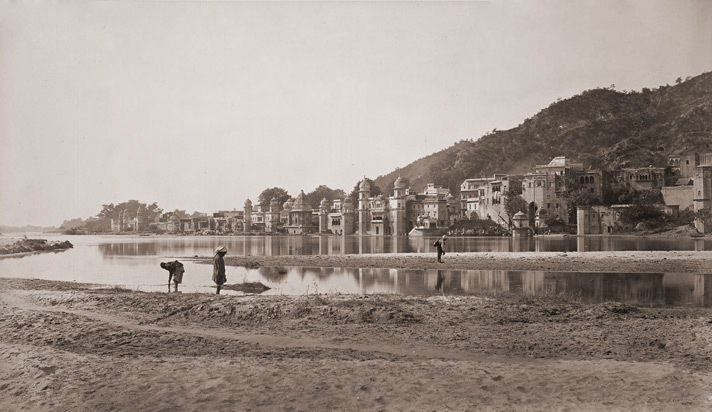
Гарідвар з іншого берегу Гангу, 1866.

Археологічні свідоцтва вказують на наявність тут теракотової культури в період 1700—1200 років до н.е. В період 322—185 років до н. е. Гарідвар знаходився під владою Імперії Маур'їв, а пізніше, в 1-3 століттях н. е. — під владою Кушанської імперії. Перші писемні свідоцтва про Гарідвар сучасної ери належать китайському мандрівникові Сюаньцзану, який відвідав місто у 629 році, за часів правління короля Гарші, та описав місто як 'Мо-ю-ло' — ця назва підноситься до Маяпуру, руїн в південній частині сучасного міста. Крім покинутого форту і трьох храмів, прикрашених зламаними кам'яними скульптурами, він також згадав храм на північ від міста, Ґанґавара — «брама Гангу».
Пізніше, 13 січня 1399 року, місто зазнало нападу Тимура.
Місто також відвідував перший сикхський гуру — Нанак, — що купався у Кушван-Ґгаті, де відбувся знаменитий епізод поливу рослин. Його візит і зараз відзначається у гурдварі (Ґурдвара-Нанаквара). Третій гуру, Амар Дас, відвідав місто 22 рази за своє життя. Ці дані відомі завдяки великому генеалогічному архіву, що зберігається у місті, де, зокрема, відзначаються всі відвідування міста.
В роботі Аїн-і-Акбарі, написаній в 16 столітті протягом правління могольського імператора Акбара, місто згадується під назвою Мая або Маяпур, та вказується, що це одне з семи найсвятіших міст індуїзму. В роботі також вказується, що місто було 18 кос (2 км) завдовжки, а на 10 чайтра тут збирається велике число паломників. Сам імператор Акбар відвідував це місто та пив воду Гангу, яку він називав «еліксиром безсмертя». У місті існувала призначена група людей, що займалися роздачею води в закоркованих банках всім відвідувачам.
Протягом могольського періоду в Гарідварі діяв монетний двір, що випускав мідні монети. Вважається, що того часу раджа Ман Сінґх з Амбера заклав основу сучасного міста та відновив ґгат Гар-кі-паурі. Після його смерті його попіл занурив у води Гангу сам імператор Акбар.

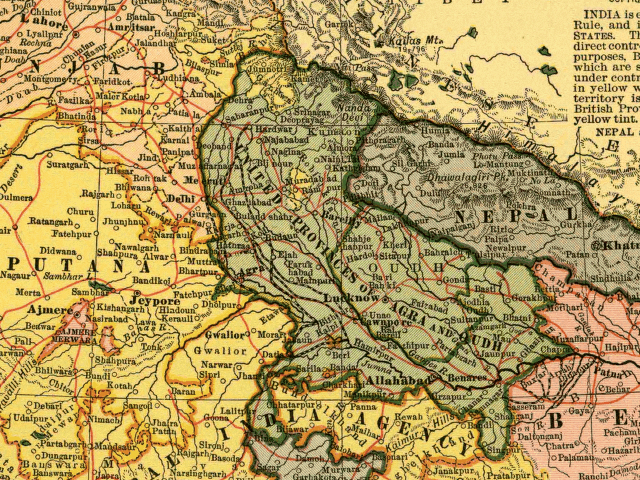
Гарідвар на мапі Об'єднаних провінцій, 1903.

У 1840 році у місті була збудована одна з найбільших гребель на Гангу, гребля Бгімґода з метою направлення вод Гангу у Верхній Гангський канал для іригації навколишніх районів. Це призвело до зниження рівню води в річці та припинення судноплавства у її верхній течії, яку до того Британська Ост-Індська компанія активно використовувала для торгового сполучення з містами Ґархвалу. Канал було відкрито в 1854 році, через 12 років робіт, що почалися після посухи 1837—1838 років.
В 1886 році до Гарідвару була прокладена залізниця через Лаксар, в 1900 році ця гілка була продовжена до Деградуна.
У 1901 році місто мало населення 25 597 та входило до складу району (техсілу) Руркі округу Сахаранпур Об'єднаних провінцій, та залишалося у такому статусі до отримання Індією незалежності і утворення штату Уттар-Прадеш в 1947 році.